# Едмундс (округ, Південна Дакота)
Шаблон:StateAbbr_ 45°25′ пн. ш. 99°13′ зх. д. / 45.41° пн. ш. 99.21° зх. д.
Округ  Едмундс (англ. Edmunds County) — округ (графство) у штаті  Південна Дакота, США. Ідентифікатор округу 46045.

## Історія
Округ утворений 1873 року.

## Демографія
За даними перепису 
2000 року 
загальне населення округу становило 4367 осіб, усе сільське.
Серед мешканців округу чоловіків було 2152, а жінок — 2215. В окрузі було 1681 домогосподарство, 1211 родин, які мешкали в 2022 будинках.
Середній розмір родини становив 3,04.
Віковий розподіл населення поданий у таблиці:
| Стать    | До 15 років | 15-21 | 22-29 | 30-39 | 40-49 | 50-65 | 65-85 | Понад 85 |
| -------- | ----------- | ----- | ----- | ----- | ----- | ----- | ----- | -------- |
| Чоловіки | 487         | 187   | 130   | 266   | 297   | 364   | 367   | 54       |
| Жінки    | 462         | 176   | 114   | 278   | 291   | 344   | 443   | 107      |

## Суміжні округи
- Макферсон — північ
- Браун — схід
- Фок — південь
- Поттер — південний захід
- Волворт — захід

## Виноски
1. ↑  US Decennial Census. US Census Bureau. Архів оригіналу за 26 квітня 2015. Процитовано 24 березня 2015.
2. ↑  Historical Census Browser. University of Virginia Library. Архів оригіналу за 11 серпня 2012. Процитовано 24 березня 2015.
3. ↑  Forstall, Richard L., ред. (27 березня 1995). Population of Counties by Decennial Census: 1900 to 1990. US Census Bureau. Архів оригіналу за 28 грудня 2008. Процитовано 24 березня 2015.
4. ↑  Census 2000 PHC-T-4. Ranking Tables for Counties: 1990 and 2000 (PDF). US Census Bureau. 2 квітня 2001. Архів оригіналу (PDF) за 18 грудня 2014. Процитовано 24 березня 2015.
5. ↑  State & County QuickFacts. Бюро перепису населення США. Архів оригіналу за 7 червня 2011. Процитовано 25 листопада 2013.(англ.) Наведено за англійською вікіпедією.
6. ↑  American FactFinder. Бюро перепису населення США. Архів оригіналу за 21 травня 2008. Процитовано 31 січня 2008.

| США | Це незавершена стаття з географії США. Ви можете допомогти проєкту, виправивши або дописавши її. |